# Sensus Historiae
Sensus Historiae. Studia interdyscyplinarne – kwartalnik ukazujący się od 2010 w Bydgoszczy. Pierwszym redaktorem naczelnym był Wojciech Wrzosek. Pismo powstało z inicjatywy historyków i metodologów z Poznania. Jest poświęcone interdyscyplinarnym aspektom naukowego uprawiania historii. Obecnie redaktorem naczelnym jest Anna Pałubicka. 